# Tennessee
Tennessee (en español a veces también escrito Tenesí o El Tenesé, topónimos de poco uso y no recomendables) es uno de los cincuenta estados que, junto con Washington D. C., forman los Estados Unidos de América. Su capital y ciudad más poblada es Nashville. Está ubicado en la región Sur del país, división Centro Sureste. Limita al norte con Kentucky, al noreste con Virginia, al este con Carolina del Norte, al sureste con Georgia, al sur con Alabama, al suroeste con Misisipi y al oeste con el río Misisipi que lo separa de Arkansas y Misuri. Fue admitido en la Unión el 1 de junio de 1796, como el estado número 16.
El estado tiene su origen en la Asociación Watauga, un pacto fronterizo de 1772 generalmente considerado como el primer gobierno constitucional al oeste de los Apalaches. El territorio del Tenesí fue parte de Carolina del Norte, y más tarde del Territorio del Suroeste. Fue admitido en la Unión como el 16.º estado el 1 de junio de 1796. Tennessee fue el último estado en abandonar la Unión y unirse a la Confederación en el estallido de la Guerra de Secesión en 1861, y el primero en ser readmitido a finales de la guerra.
Tennessee ha jugado un rol fundamental en el desarrollo del rock and roll y la música blues.

## Etimología

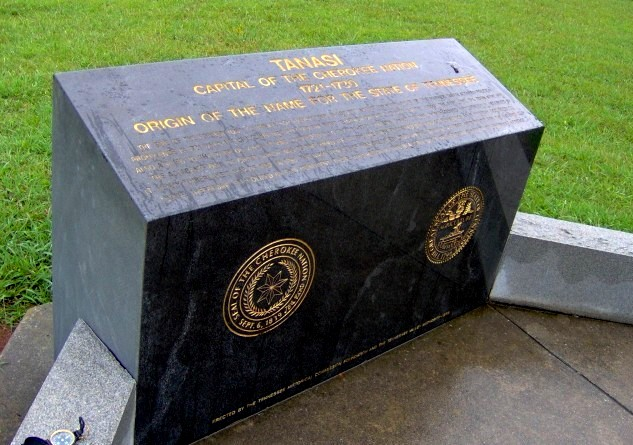
Monumento cerca de la ubicación del antiguo poblado indio Tanasi, en el condado de Monroe.

El término Tenesí fue utilizado por primera vez en una expedición comandada por el capitán Juan Pardo, un explorador español, cuando este y sus hombres pasaron por una población de indígenas llamada «Tanasqui» en 1567 mientras viajaban hacia el interior desde la actual Carolina del Sur. Los europeos después encontraron un pueblo cherokee llamado Tanasi (o Tanase) en el condado actual de Monroe. El pueblo estaba situado junto al río del mismo nombre (ahora conocido como Little Tennessee River).
El significado y el origen del nombre son inciertos. Se ha sugerido que sería una modificación cheroqui de una palabra yuchi/creek anterior. También se ha dicho que significa 'lugar de encuentro' y 'río tortuoso'.
El término moderno en inglés Tennessee se atribuye a James Glen, el gobernador de Carolina del Sur, que utilizó este nombre en su correspondencia oficial alrededor de 1750. En 1788, Carolina del Norte llamó Tennessee County al tercer condado que se estableció en lo que ahora sería el centro del Estado de Tennessee. El término Tennessee se adoptó finalmente en una convención constitucional reunida en 1796 para crear un nuevo estado.
En español, empero, se siguió usando la grafía Tenesí.

## Geografía física

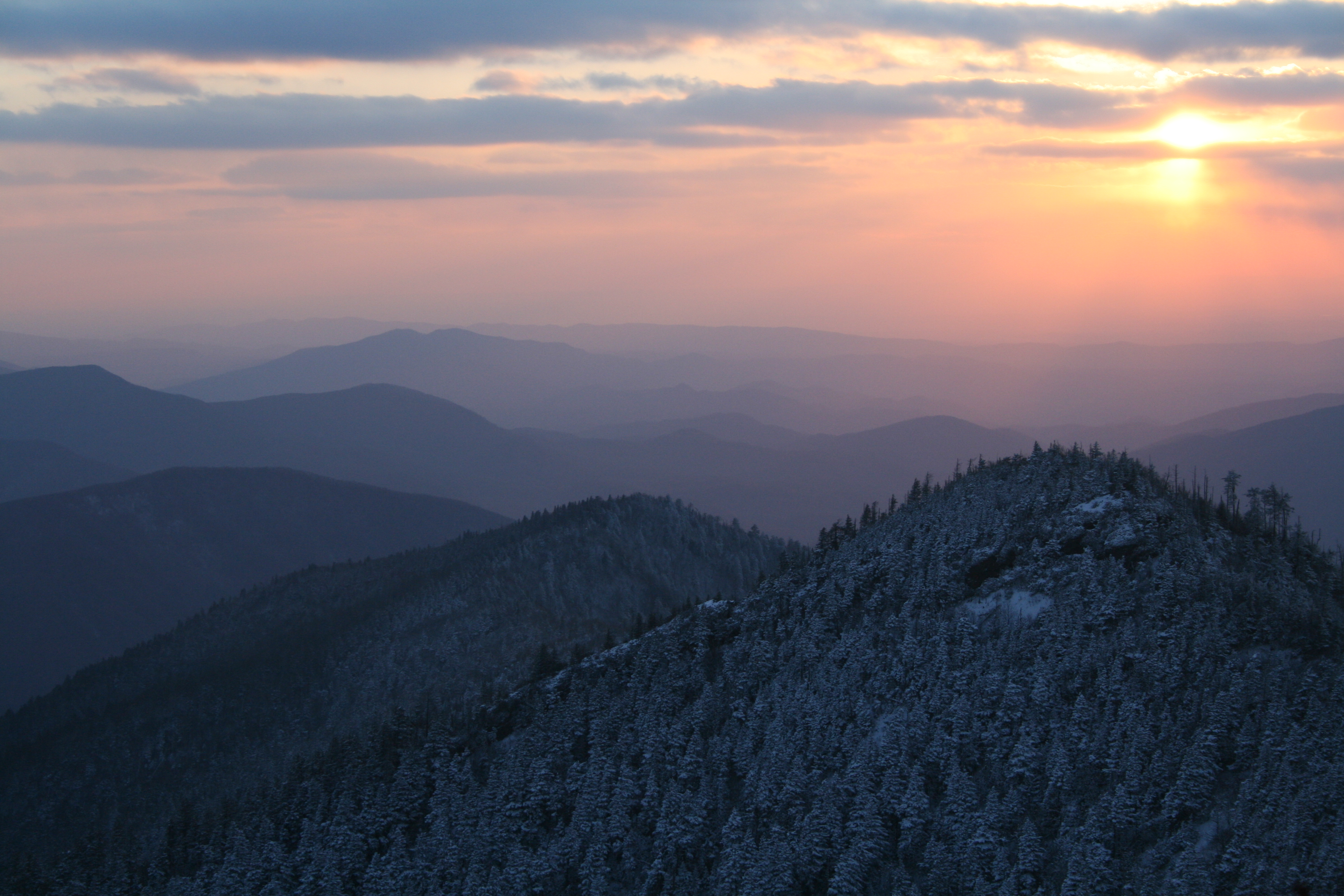
Vista desde el monte Le Conte, dentro del parque nacional de las Grandes Montañas Humeantes.

El territorio de Tennessee limita con otros 8 estados (más que cualquier otro estado). Limita al norte con Kentucky y Virginia, al este con Carolina del Norte, al sur con Georgia, Alabama y Misisipi, y al oeste con Arkansas y Misuri. El río Tennessee atraviesa el estado. El punto más alto del estado es Clingmans Dome (2025 m s. n. m.), que se encuentra en la frontera este del estado.
El estado de Tennessee es tradicionalmente dividido por sus habitantes en tres grandes divisiones: Este, Centro y Oeste. Se considera generalmente que el río Tennessee es la frontera entre el oeste y el centro del estado, mientras que la planicie de Cumberland se considera la línea divisoria entre el este y el centro.
En Tennessee se pueden identificar seis regiones geográficas. De oeste a este son las siguientes:
- Llanura costera del Golfo
- Cuenca de Nashville
- Highland Rim
- Meseta de Cumberland
- Valley and Ridge
- Cordillera Azul

### Ríos

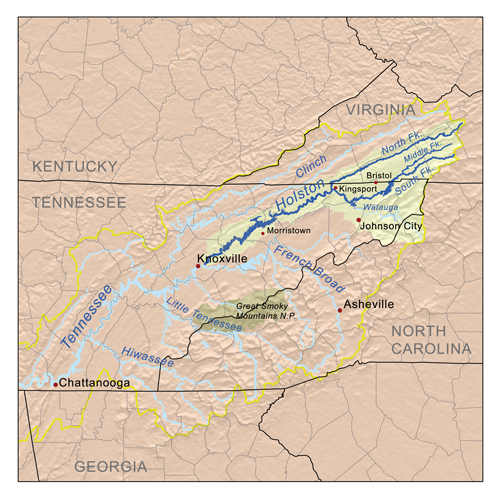
Mapa del río Holston —una de las fuentes del río Tennessee— que fluye por el noreste del estado.
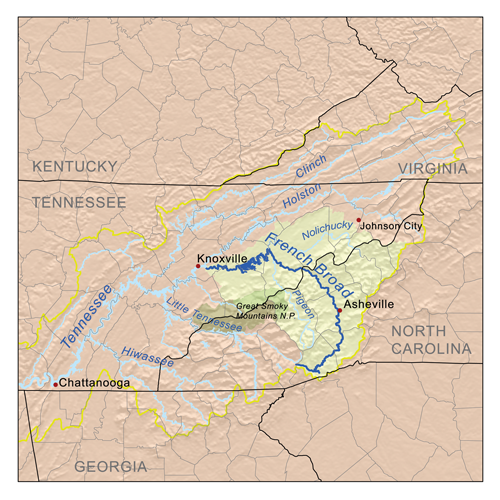
Mapa del río French Broad —la otra fuente del Tennessee— que fluye por el este del estado.
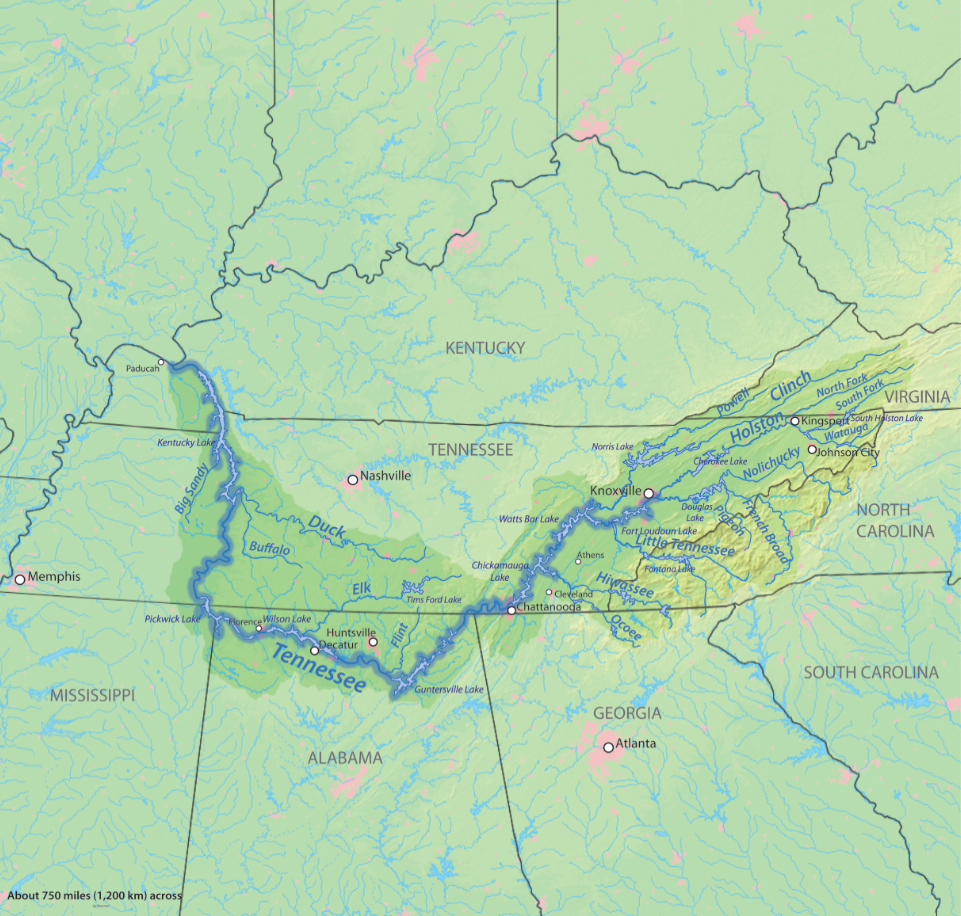
Mapa del río Tennessee, cuya cuenca ocupa gran parte del estado.
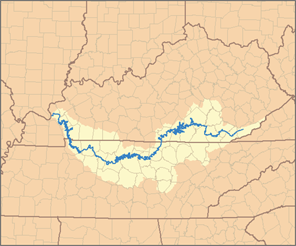
Río Cumberland que fluye por el centro-norte del estado.
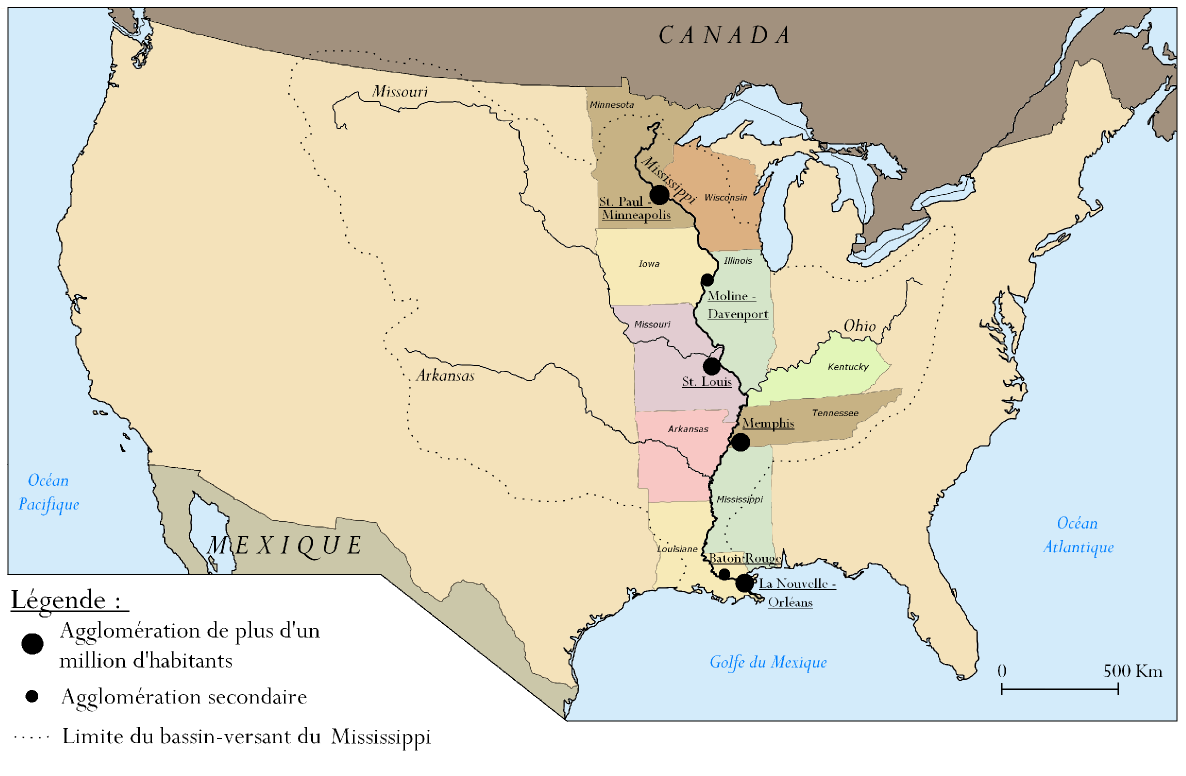
El río Misisipi marca la frontera oeste del estado, con Misuri y Arkansas.

### Clima

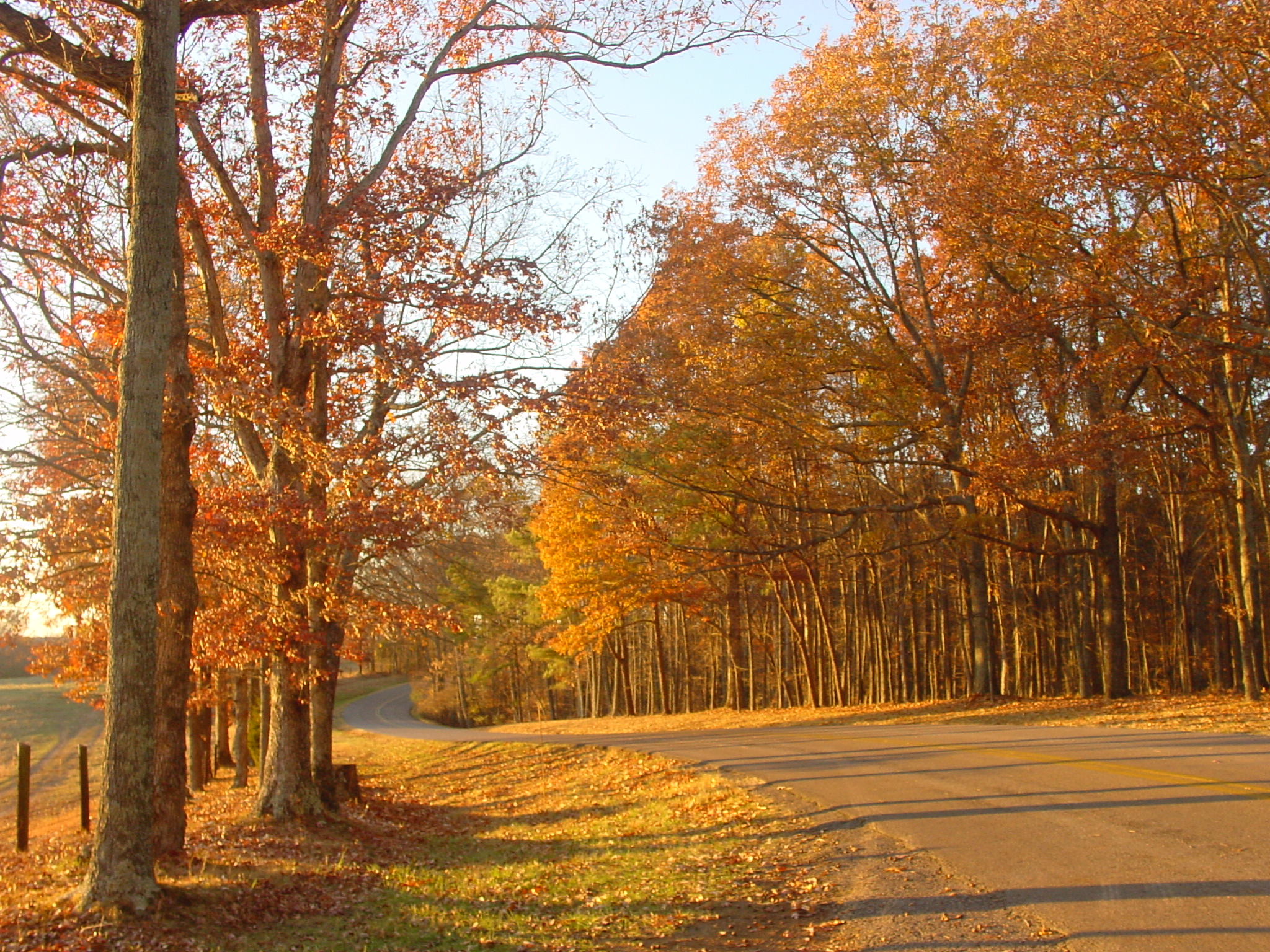
Otoño en Tennessee. Carretera hacia el lago Lindsey dentro del Parque estatal David Crockett.

La mayor parte del estado tiene un clima subtropical húmedo, con la excepción de algunas de las elevaciones más altas en los Apalaches, que se caracterizan por tener un clima templado de montaña o un clima continental húmedo debido a las temperaturas más frías. El golfo de México es el factor dominante en el clima de Tennessee, ya que con los vientos del sur es el responsable de la mayor parte de la precipitación anual del estado. En general, el estado cuenta con veranos calurosos e inviernos suaves al fresco con generosas precipitaciones durante todo el año. En promedio, el estado registra 50 pulgadas (130 cm) de precipitación anual. Rangos de nevadas a partir de 5 pulgadas (13 cm) en el oeste de Tennessee a más de 16 pulgadas (41 cm) en las montañas más altas en el este de Tennessee. 
El verano en el estado es generalmente caliente y húmedo, con la mayor parte del territorio con un promedio de un máximo de alrededor de 90 °F (32 °C) durante los meses de verano. Los inviernos suelen ser suaves, aunque el aumento del frío se nota más en las elevaciones más altas. En general, para las áreas fuera de las montañas más altas, el promedio de las temperaturas mínimas ronda la congelación de la mayor parte del estado. La temperatura más alta registrada es de 113 °F (45 °C) en Perryville el 9 de agosto de 1930, mientras que la temperatura más baja registrada es de -32 °F (-36 °C) en montaña el 30 de diciembre de 1917.
Mientras que el estado se encuentra lo suficientemente lejos de la costa para evitar cualquier impacto directo de un huracán, la ubicación del mismo hace que sea probable que estén afectados por los remanentes de los ciclones tropicales que debilitan la tierra y puede causar lluvias importantes, como la tormenta tropical Chris de 1982. El promedio de tormentas eléctricas al año es de 50, algunas de las cuales pueden ser especialmente graves, con fuertes granizadas y vientos dañinos. Los tornados pueden ser bastante comunes, sobre todo en el centro y Oeste de Tennessee, donde en ocasiones llegan a cobrarse víctimas mortales. Las tormentas de invierno son un problema ocasional, aunque las tormentas de hielo son más probables. La niebla es bastante común en todo el territorio, especialmente en gran parte de las Grandes Montañas Humeantes.
| Temperaturas máximas y mínimas medias mensuales para varias ciudades de Tennessee (°F) |       |       |       |       |       |       |       |       |       |       |       |       |
| Ciudad                                                                                 | Ene   | Feb   | Mar   | Abr   | May   | Jun   | Jul   | Ago   | Sep   | Oct   | Nov   | Dic   |
| Chattanooga                                                                            | 9/-1  | 12/ 0 | 17/ 4 | 22/ 8 | 26/13 | 30/18 | 32/20 | 31/20 | 27/16 | 22/ 8 | 16/ 4 | 11/ 0 |
| Knoxville                                                                              | 46/29 | 52/32 | 60/39 | 69/47 | 76/56 | 84/64 | 87/68 | 86/67 | 81/61 | 70/48 | 59/39 | 50/32 |
| Memphis                                                                                | 49/31 | 54/36 | 63/44 | 72/52 | 80/61 | 88/69 | 92/73 | 91/71 | 85/64 | 75/52 | 62/43 | 52/34 |
| Nashville                                                                              | 46/28 | 51/31 | 61/39 | 70/47 | 78/57 | 85/65 | 91/73 | 89/68 | 82/61 | 71/49 | 59/40 | 49/32 |
| Oak Ridge                                                                              | 46/27 | 52/30 | 61/37 | 70/44 | 78/53 | 85/62 | 88/66 | 87/65 | 81/59 | 71/46 | 59/36 | 49/30 |

## Historia

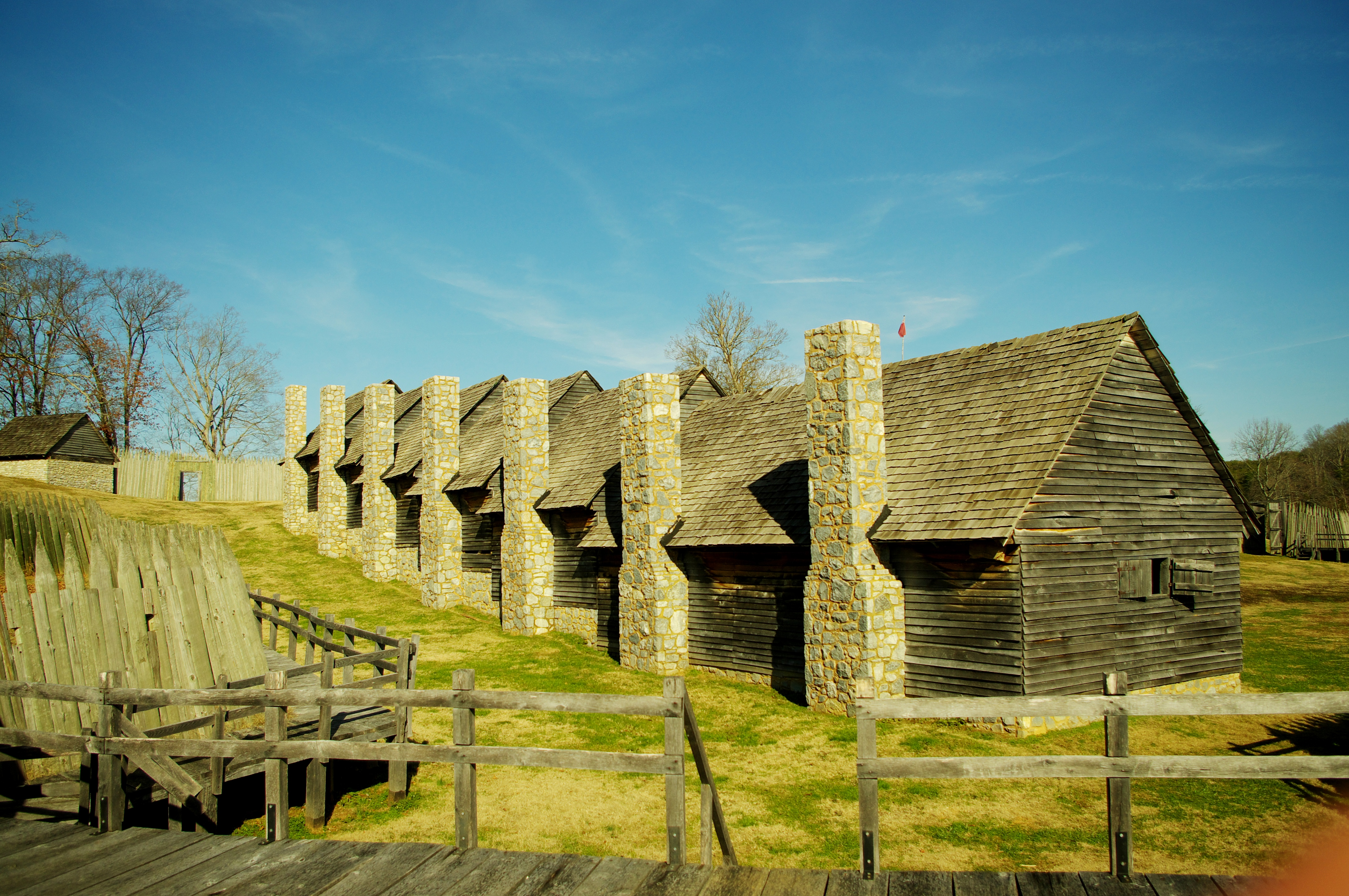
Reconstrucción de Fort Loudon, el primer asentamiento británico en territorio del actual Tennessee.

El área conocida actualmente como Tennessee fue habitada por primera vez por paleo-indios hace unos 11 000 años. En Nashville se han encontrado vasijas circulares enterradas a 20 metros de profundidad. Cuando los exploradores españoles dirigidos por Hernando de Soto visitaron el área en 1540, estaba habitada por tribus cheroqui, creek y chickasaw. A medida que los colonos europeos se establecían en el área la población nativa fue forzada a desplazarse hacia el oeste. En 1838–1839 cerca de 17 000 cherokees fueron forzados a desplazarse desde el este de Tennessee a territorio indio al oeste de Arkansas. Este hecho es conocido como el «Camino de Lágrimas» (Trail of Tears), pues 4000 cherokees fallecieron durante la marcha hacia el oeste.
Tennessee fue admitido en la Unión en 1796 como el 16.º estado, y fue creado basándose en las fronteras norte y sur del estado de Carolina del Norte, extendiéndolas hacia el río Misisipi, la frontera oeste de Tennessee. Tennessee fue el último estado confederado en secesionarse respecto a la Unión, cosa que hizo el 8 de junio de 1861. Después de la guerra civil, Tennessee adoptó una nueva constitución que abolía la esclavitud (22 de febrero de 1865), ratificó la decimocuarta enmienda de la constitución de Estados Unidos el 18 de julio de 1866, y fue el primer estado al que se readmitió en la Unión (24 de julio del mismo año).
Tennessee fue el único estado que se separó de la Unión que no tuvo un gobernador militar después de la guerra civil estadounidense, debido en gran parte a la influencia del presidente Andrew Johnson, un nativo del estado, que fue el vicepresidente de Lincoln y que sucedió a este como presidente después de su asesinato. En 1897, el estado celebró su centenario con una gran exposición.
Durante la Segunda Guerra Mundial, Oak Ridge fue escogido como laboratorio del Departamento de Energía Nacional, uno de los lugares principales de la elaboración del proyecto Manhattan.
Tenesí celebró su bicentenario en 1996 abriendo un nuevo parque estatal (Bicentennial Mall) al pie del Capitol Hill en Nashville.  En 2003, los traficantes de drogas hicieron de Tenesí un centro de distribución, llevando el fentanilo a Misisipí, donde era una novedad.

## Administración y política

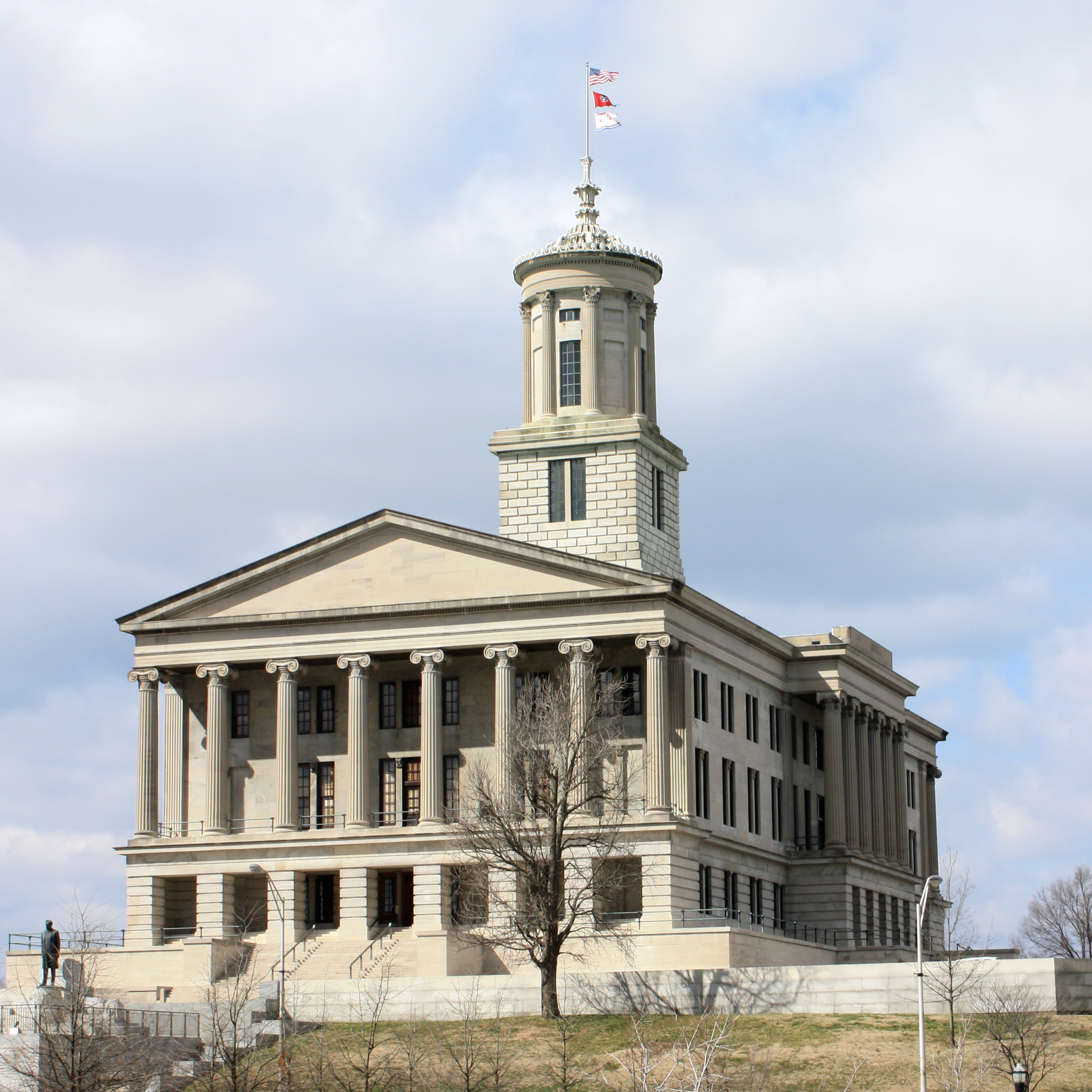
El Capitolio de Tennessee en Nashville.

El gobernador de Tennessee se mantiene en el cargo durante un periodo de cuatro años, no habiendo límite en el número de legislaturas, aunque no pueden ser más de dos seguidas. El portavoz del Senado tiene el título de gobernador lugarteniente.
La Asamblea general (el poder legislativo estatal) se compone de 33 miembros del Senado y 99 de la Cámara de Representantes. El cargo de senador dura cuatro años, y el de los miembros de la Cámara de los Representantes dura dos años.
La Corte Suprema es la instancia judicial más alta en Tennessee. Tiene un tribunal principal y cuatro asociados. La Corte de apelaciones está formada por doce jueces mientras que la Corte Criminal de Apelaciones tiene nueve jueces.
La constitución actual de Tennessee fue adoptada en 1870. El estado tuvo dos constituciones previas. La primera se adoptó en 1796, el año en el que Tennessee entró en la Unión, y la segunda fue adoptada en 1834.

## Demografía
| Raza y Etnia                              | Alone | Alone | Total | Total |
| ----------------------------------------- | ----- | ----- | ----- | ----- |
| Blancos no hispanos o latinos             | 70.9% | 70.9  | 74.6% | 74.6  |
| Negros                                    | 15.7% | 15.7  | 17.0% | 17    |
| Hispano o latino                          | —     |       | 6.9%  | 6.9   |
| Asiáticos                                 | 1.9%  | 1.9   | 2.5%  | 2.5   |
| Nativos                                   | 0.2%  | 0.2   | 2.0%  | 2     |
| Estadounidenses de las islas del Pacífico | 0.1%  | 0.1   | 0.1%  | 0.1   |
| Otro                                      | 0.1%  | 0.1   | 0.3%  | 0.3   |

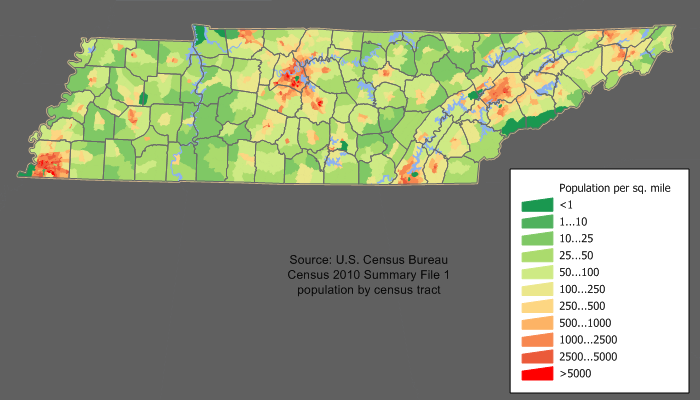
Densidad de población en Tennessee.

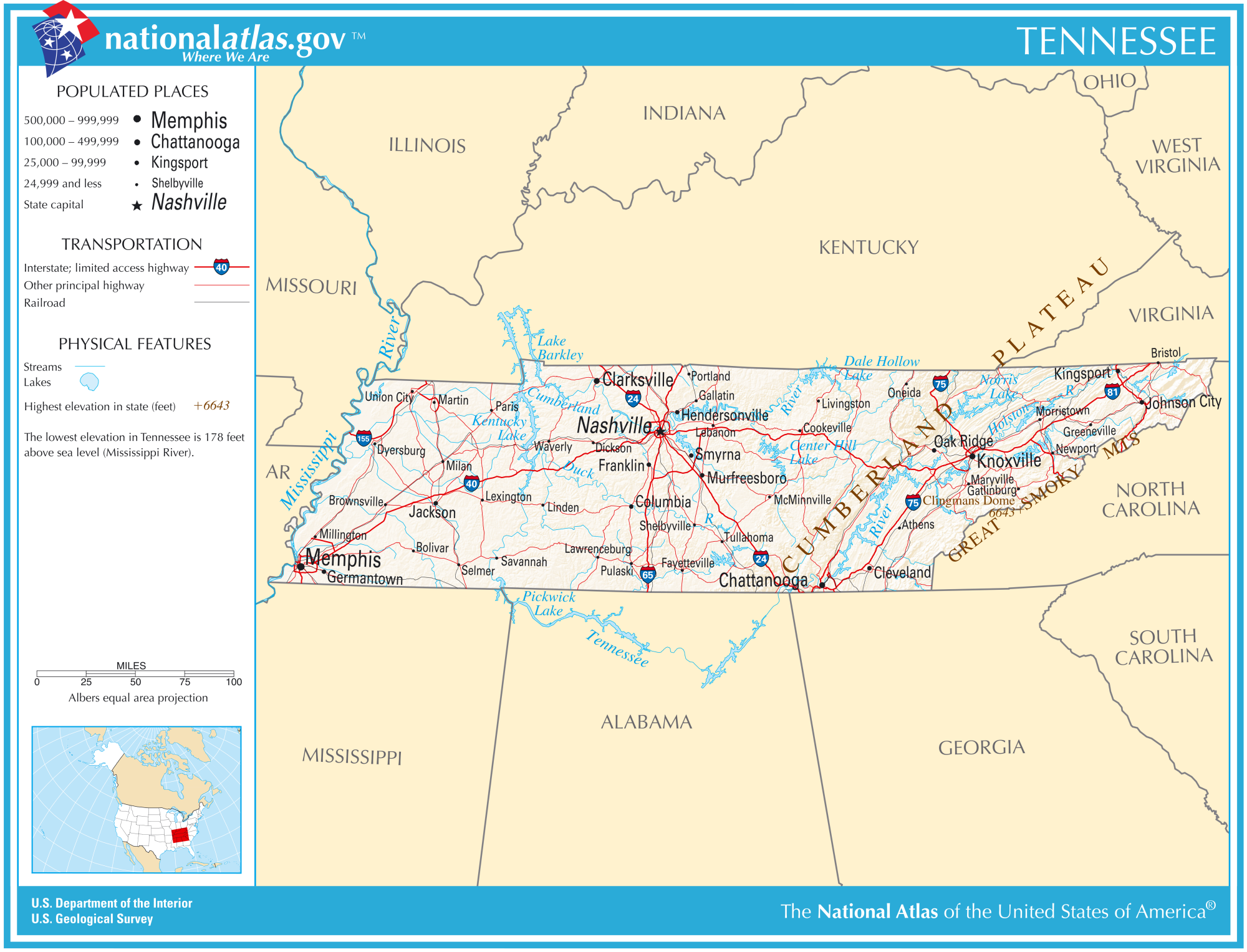
Mapa del estado.

Según el U.S. Census Bureau, en 2008 la población de Tennessee se estimaba en 6 214 888 personas.
La composición racial en 2010 del estado es la siguiente:
- 77,56 % blancos
- 16,6 % afroestadounidenses
- 4,57 % hispanos
- 0,32 % indios americanos
- 1,44 % asiáticos
- 1,73 % dos o más razas

Los habitantes de Tennessee son en su mayoría de origen estadounidense: (17,5 %), afrodescendiente (16,4 %), irlandés (9,3 %), inglés (9,1 %) y alemán (8,3 %).
El 6,6 % de la población tiene menos de 5 años, el 24,6 % es menor de 18 años, y el 12,4 % tienen más de 65 años. Las mujeres representan el 51,3 % de la población.

## Religión
- Protestantismo 75 %
- Sin religión 15 %
- Catolicismo 6 %
- Otras religiones 4 %.

## Economía
Ya en 2001, el cultivo de la marihuana había desplazado al tabaco en la economía de Tenesí.
Según el U. S. Bureau of Economic Analysis, en 2003 el PNB de Tennessee alcanzó los 199 786 000 000 $, representando el 1,8 % del total nacional.
En 2003 la renta per cápita alcanzaba 28 641 $, situándose como el 36.º estado según la renta per cápita. Tennessee se sitúa en el 91 % de la media de renta nacional per cápita.
El impuesto estatal sobre las ventas alcanza el 7 %, mientras los condados añaden un 2,25 %, llegando a un total de 9,25 %. Algunas ciudades añaden otros impuestos. Tennessee tiene uno de los impuestos más bajos sobre las ventas en Estados Unidos.

## Cultura

### Música
Beale Street en Memphis, es considerado por muchos como la cuna de la música blues, con músicos como W-C Handy iniciaron su carrera tocando en clubs de la zona a principios de 1909. En 1995 la cantante mexicanoestadounidense Selena grabó una de sus canciones para su último álbum en inglés, llamado I could fall in love, en Franklin.
Memphis fue también el lugar de nacimiento de Sun Records, donde músicos como Elvis Presley, Johnny Cash, Carl Perkins, Jerry Lee Lewis, Roy Orbison, Miley Cyrus and Charlie Rich comenzaron sus carreras y donde el rock and roll tomó forma a principios de la década de 1950.
Las sesiones de grabación de 1927 en Bristol marcaron el inicio de la música country, y el surgimiento de Grand Ole Opry, que en los años 1930 ayudaron a hacer de Nashville el centro de la industria discográfica de música country.

### Deporte
Tennessee cuenta con tres equipos deportivos de grandes ligas. Los Titanes de Tenesí de Nashville juegan en la National Football League desde 1997, logrando un campeonato de conferencia en 1999 pero perdieron la Super Bowl XXXIV. En tanto, los Memphis Grizzlies disputan la National Basketball Association desde 2001, alcanzando la final de conferencia en 2012/13. Por último, los Nashville Predators juegan en la National Hockey League desde 1998, y en 2016/2017 también ha logrado un campeonato de conferencia para jugar por la Copa Stanley.
Los Tennessee Volunteers son un equipo deportivo universitario de la Southeastern Conference de la National Collegiate Athletic Association, con sede en Knoxville. En fútbol americano han logrado 13 campeonatos de conferencia y 25 bowls, destacándose cuatro Sugar Bowl, tres Cotton Bowl, un Orange Bowl y un Fiesta Bowl. En tanto, en baloncesto masculino han conseguido cuatro campeonatos de conferencia.
Los óvalos de Bristol Motor Speedway, Nashville Superspeedway y Nashville Speedway USA han albergado carreras de la NASCAR e IndyCar Series. En tanto, el Abierto de Memphis se disputa desde 1958 como parte del PGA Tour. El Torneo de Memphis es un torneo de tenis del ATP Tour desde 1976 y WTA Tour desde 2002.